# Werner Schulze (Richter)
Werner Schulze (* 19. April 1882 in Berlin; † 2. März 1946 im Speziallager Nr. 1 Mühlberg) war ein deutscher Reichsgerichtsrat.

## Leben
1904 und 1910 legte er die juristischen Staatsprüfungen mit der Note „gut“ ab. 1912 kam er als Amtsrichter an das Amtsgericht Berlin-Mitte. Am Ersten Weltkrieg nahm er zuletzt als Hauptmann der Reserve teil. Anfang Juni 1919 wurde er Landrichter beim Landgericht Berlin II, an das Kammergericht wurde er 1925 berufen. Im Dezember 1936 kam er als Hilfsrichter an das Reichsgericht. Anfang März 1937 wurde er Reichsgerichtsrat. Er war im II. Zivilsenat tätig. In den Ruhestand trat er 1937.

## Mitgliedschaften
- 1919–1930 Deutschnationale Volkspartei
- 1930–1931 Volkskonservative Vereinigung (Konservative Volkspartei)
- 1933 Deutschnationale Volkspartei
- 1. Januar 1934 bis 31. Dezember 1935 SA Reserve II

## Familie
Schulze war der Sohn des Gymnasialdirektors am Staatlichen Französischen Gymnasiums in Berlin, Georg Schulze (1846–1932), der die Schule von 1887 bis 1912 leitete.
Georg Schulzes Schwager war Alfred von Tirpitz, Werner Schulzes Neffe war der hingerichtete Widerstandskämpfer Harro Schulze-Boysen. Werner Schulze war mit einer Tochter des Politikers und Reichsgerichtsrats Adelbert Düringer verheiratet.

## Quelle
- Friedrich Karl Kaul, Geschichte des Reichsgerichts, Band IV (1933–1945), Ost-Berlin 1971, S. 292.